# Frullania knightbridgei
Frullania knightbridgei là một loài Rêu trong họ Jubulaceae. Loài này được von Konrat & de Lange mô tả khoa học đầu tiên năm 2012.